# Desert View Watchtower
Desert View Watchtower is een 21 m hoge stenen toren gelegen aan de East Rim Drive bij de South Rim van de Grand Canyon ten oosten van Grand Canyon Village in Grand Canyon National Park in Arizona in de Verenigde Staten.
De toren is voltooid in 1932 en werd ontworpen door de Amerikaanse architect Mary Colter, een werknemer van de Fred Harvey Vennootschap. Het interieur bevat muurschilderingen van Fred Kabotie.
De onderste verdieping van de toren bevat een winkel, terwijl de bovenste verdieping een observatie dek is waar bezoekers van het nationaal park de oostelijke delen van de Grand Canyon kunnen zien. Desert View Wachttoren werd op 28 mei 1987 een United States National Historic Landmark.